# Souimanga de Hachisuka
Aethopyga primigenia
Espèce
Statut de conservation UICN

 LC  : Préoccupation mineure
Le Souimanga d'Hachisuka (Aethopyga primigenia) est une espèce de passereaux de la famille des Nectariniidae. 

## Répartition
Cet oiseau se rencontre aux Philippines sur l'île de Mindanao.

## Liste des sous-espèces
Selon GBIF (19 juin 2024) :
- Aethopyga primigenia diuatae Salomonsen, 1953
- Aethopyga primigenia primigenia (Hachisuka, 1941)

## Classification
Le nom valide complet (avec auteur) de ce taxon est Aethopyga primigenia (Hachisuka (d), 1941).
L'espèce a été initialement classée dans le genre Philippinia sous le protonyme Philippinia primigenius Hachisuka, 1941.
Ce taxon porte en français le nom vernaculaire ou normalisé suivant : Souimanga de Hachisuka.
Aethopyga primigenia a pour synonymes : Philippinia primigenius Hachisuka, 1941.